# Valle-di-Rostino
Valle-di-Rostino település Franciaországban, Haute-Corse megyében. Lakosainak száma 168 fő (2022. január 1.). Valle-di-Rostino Canavaggia, Castello-di-Rostino és Morosaglia községekkel határos.

## Népesség
A település népessége az elmúlt években az alábbi módon változott:
| Lakosok száma | 131  | 108  | 83   | 122  | 114  | 125  | 132  | 128  | 141  | 168  |
|               | 1968 | 1982 | 1990 | 2006 | 2013 | 2015 | 2017 | 2019 | 2020 | 2022 |